# Museum DKM

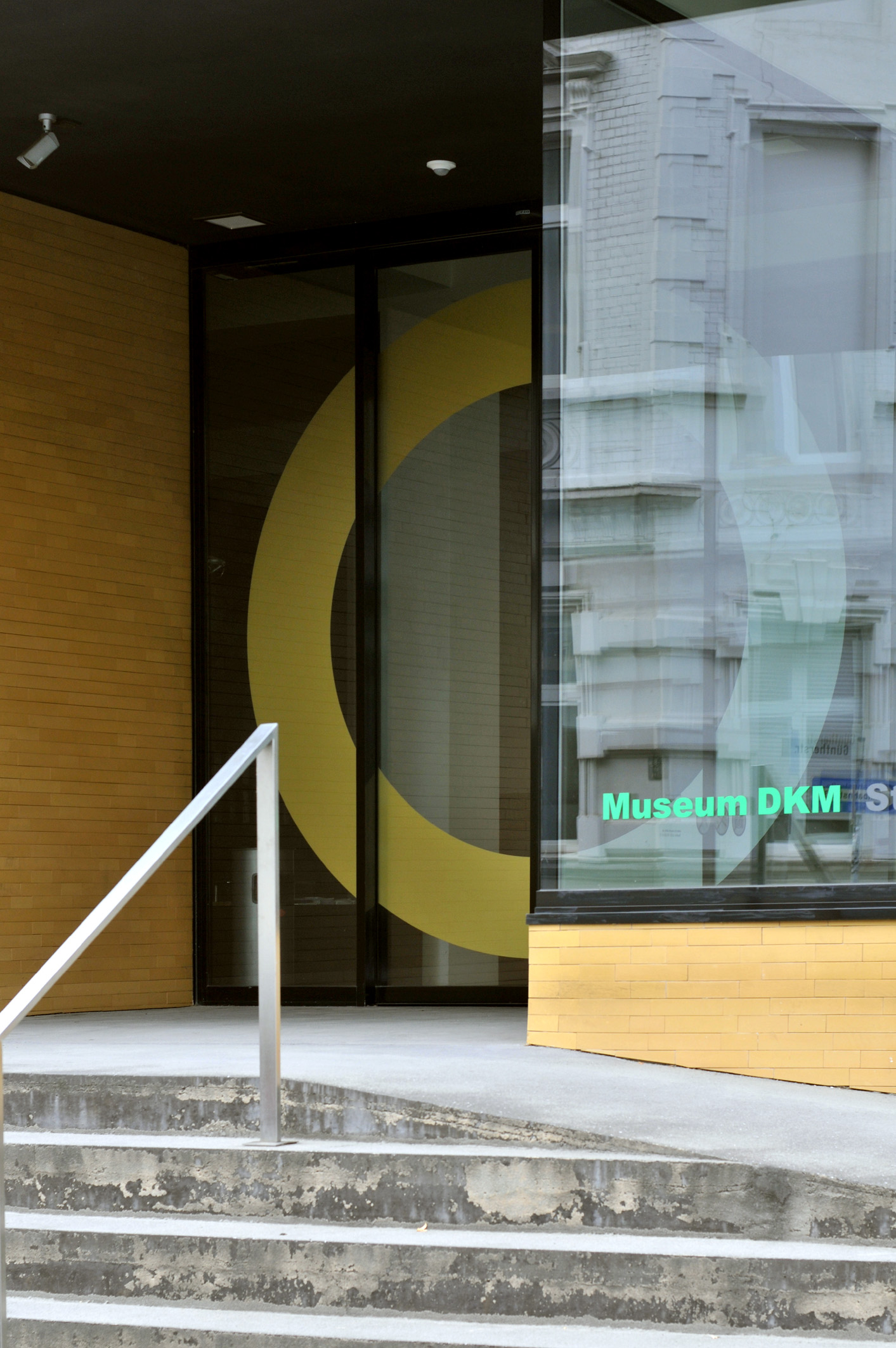
Museum DKM. Eingang auf der Güntherstraße. Duisburg 2018

Das Museum DKM ist ein Kunstmuseum in Duisburg in der Nähe des Hauptbahnhofs.

## Geschichte
Initiatorin des Museums ist die Stiftung DKM, deren Gründung auf das Jahr 1999 zurückgeht. Stiftungsgründer sind die beiden Kunstsammler Dirk Krämer und Klaus Maas, aus deren Initialen die Abkürzung DKM gebildet ist. Im Duisburger Innenhafen betrieb die Stiftung seit 1999 bis zum Januar 2011 die Galerie DKM. In der umgebauten LKW-Halle des ehemaligen Getränkehandels Trinks konnten durch vier große Fenster abwechselnde Rauminstallationen verschiedener Künstler besichtigt werden. Die beiden Sammler betreuen außerdem den Nachlass des Künstlers Ernst Hermanns und das Archiv des Bildhauers Ulrich Rückriem.
Die Eröffnung des Privatmuseums nach dem Umbau der Schweizer Architekten Rohr, Egli und Partner erfolgte am 22. Januar 2009 durch den Schirmherr Jürgen Rüttgers. Der Titel der Eröffnungspräsentation, in der zum ersten Mal Teile der privaten Sammlung DKM öffentlich gezeigt werden, lautet „Linien stiller Schönheit“, dazu ist ein 300-seitiger Katalog erschienen. Im Rahmen der Kulturhauptstadt RUHR.2010 war das Museum das jüngste teilnehmende RuhrKunstMuseen.

## Sammlung

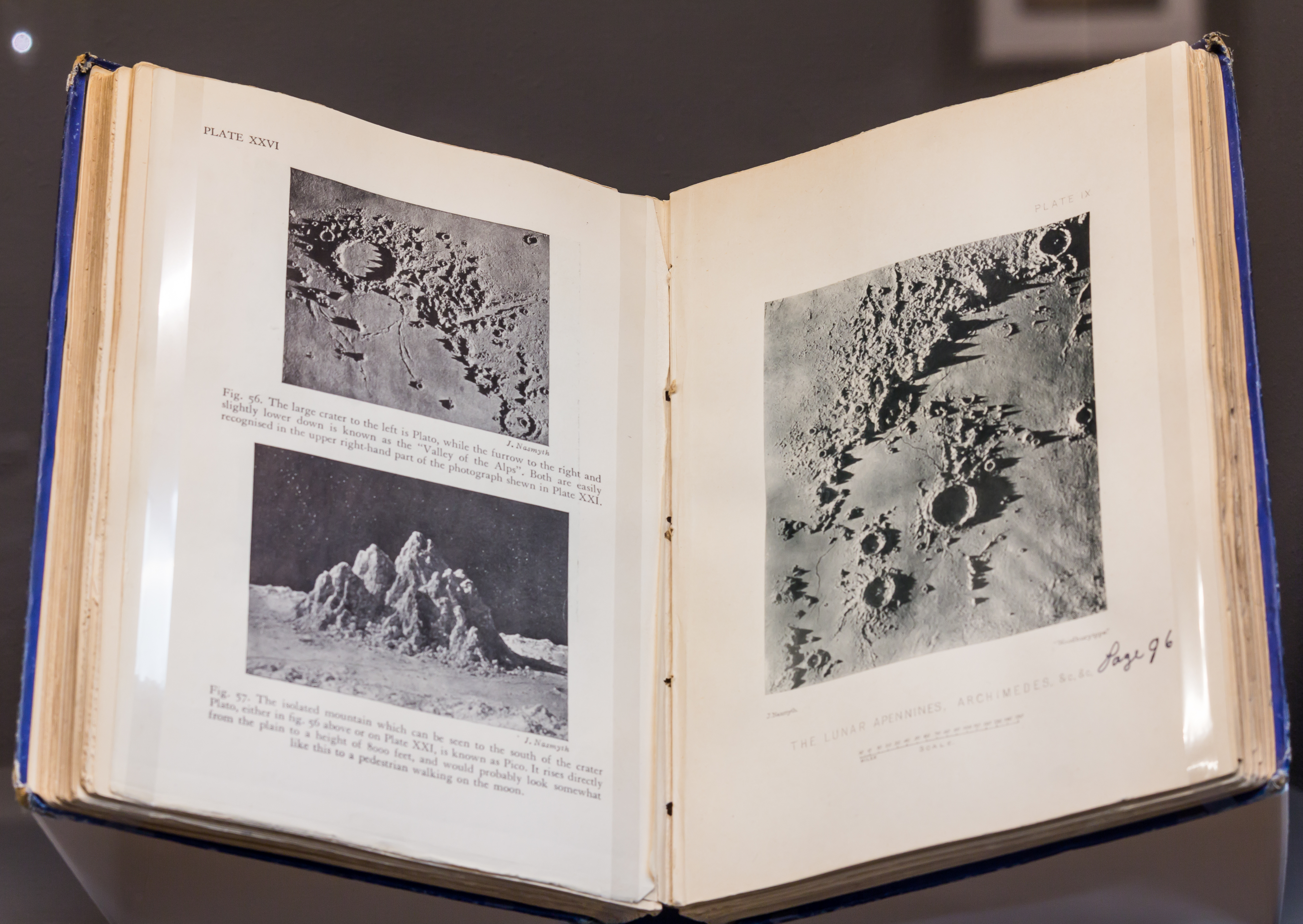
James Nasmyth und James Carpenter, 1885: The moon considered as a planet, a world and a satelite

Die Sammlung DKM verbindet alte und neue Kunst verschiedener Regionen miteinander. Die Sammlung neuer Kunst enthält Werke der zweiten Hälfte des 20. und des begonnenen 21. Jahrhunderts. Sie umfasst Bilder, Photographien, bildhauerische Werke und komplette Rauminstallationen. Die alte Kunstsammlung umfasst schwerpunktmäßig Werke aus Pakistan, Indien, Iran, Japan, Kambodscha, Thailand und Ägypten. China ist mit Kunstwerken aus der Han- und Qi-Dynastie vertreten.

## Ausstellungen (Auswahl)
Auf 2.700 m² befinden sich 51 Räume für Künstler bzw. Themen mit über 1000 Ausstellungsstücken, darunter das grafische Werk von Blinky Palermo und Objekte von Ai Weiwei. Die Künstler werden mit ihrem Lebenswerk oder einem Überblick gezeigt. Daneben gibt es noch großflächige Bereiche mit Themenensembles, Dialogsituationen und Skulpturenhöfen. Neben der ständigen Sammlungsschau soll es in Zukunft auch Wechselausstellungen geben.
- seit 2009: Linien stiller Schönheit (Linien durch die Sammlung – 5.000 Jahre Kultur und Ästhetik), Sammlung DKM
- seit 2011: Die Schönheit der Antike kennt kein Alter, keine Zeit., Sammlung DKM
- seit 2011: Farben der Erinnerung – Wannheimerort, Ulrich Erben (DE)
- 2023: Katsuhito Nishikawa – Werke
- 2022: Schönheit und Urkräfte der Natur, Claudia Terstappen (DE)
- 2022: Eros in Erwartung der Ewigkeit, Werke aus der Sammlung DKM
- 2021/2022: Omoshirogara, Yu Araki (JP), Erika Kobayashi (JP), Jong Ok Ri (JP/KR), Kei Takemura (JP), Yuichiro Tamura (JP)
- 2019/20: Architektur mit den Augen des Fotografen (Carlo Scarpa: La Tomba Brion in San Vito d’Altivole), Klaus Kinold (DE)
- 2018/19: Wiederentdeckt!, Peter Royen (NL,DE)
- 2018/19: Schwarze Werkzeuge,[7] Patrick Hamilton (CL)
- 2017/18: TiefenZeit, Tom Fecht (DE)
- 2016: Mein Schatten, mein Echo und ich, Ulrich Tillmann (DE)
- 2016: Arbeiten auf Papier, Katharina Hinsberg und Beate Terfloth (DE)
- 2014: Eccéité, Gianfredo Camesi (CH)
- 2012/13: Die gesamte Grafik, Blinky Palermo (DE)
- 2011/12: Tanz, Tod und Beschwörung, Claudia Terstappen (AU/DE)
- 2011: spatien, Katharina Hinsberg (DE)
- 2011: Barely Something, Ai Weiwei (CN)

### Ausstellungen in der Galerie DKM (2001–2009)
- 2009/10: Do come in, Nikolaus Koliusis (A, DE)
- 2007/08: Plénitude, Gianfredo Camesi (CH)
- 2007 Slurp | Gereon Krebber (DE)
- 2006 Notstand | Magdalena Jetelová (CZ, DE)
- 2005 Der stille Raum, Ulrich Erben (DE)
- 2004/05: zum 90. Geburtstag (1914–2004), Ernst Hermanns (DE)
- 2004: Sieben Sockel aus Blue Stone | Yuji Takeoka (JP)
- 2003: The Flow of Water, Hamish Fulton (GB)
- 2002: Haus ur, Gregor Schneider (DE)
- 2001: Echo's Pool, Christine Borland, Gerda Steiner & Jörg Lenzlinger, Thomas Locher, Richard Serra und Andreas Slominski
- 1999/2000: under construction, Nikolaus Koliusis (AT)